# Joaquín Labayen
Joaquín Labayen foi um arquitecto espanhol.
Este arquitecto basco, juntamente com José Manuel Aizpúrua e Luis Vallejo fez parte do grupo Norte de GATEPAC.
Em 1928 criou com o seu colega José Manuel Aizpúrua um gabinete de arquitectura em Guipuzcoana e foram os autores da obra mais importante do racionalismo espanhol, o Club Náutico de San Sebastián.